# Alexander Jefimowitsch Rasumny
Alexander Jefimowitsch Rasumny (russisch Александр Ефимович Разумный, wiss. Transliteration Aleksandr Efimovič Razumnyj; * 1. Mai 1891 in Jelisawetgrad, Russisches Kaiserreich; † 16. November 1972 in Moskau) war ein russischer Filmregisseur und Kameramann.

## Leben
Rasumny studierte Malerei an der Kunsthochschule in Odessa. Ab 1915 war er für den Film tätig und gehört damit zu den Mitbegründern des russischen/sowjetischen Films. Sein Regiedebüt hatte er 1917, während der Revolutionszeit drehte er Agitationsfilme.
In Deutschland entstanden unter seiner Regie 1926 die Filme Überflüssige Menschen (mit Eugen Klöpfer, Heinrich George, Fritz Rasp, Albert Steinrück und Werner Krauß) und 1927 Pique Dame (mit Jenny Jugo).
Ab 1930 arbeitete er wieder in Moskau bei verschiedenen Filmproduktionsgesellschaften und lehrte am Staatlichen Filminstitut der UdSSR.
Rasumny wurde 1940 das Ehrenzeichen der Sowjetunion und 1957 der Titel Verdienter Kunstschaffender der RSFSR verliehen.

## Filmografie (Auswahl)

### Als Regisseur
- 1919: Towarischtsch Abram (Kurzfilm)
- 1926: Überflüssige Menschen
- 1927: Pique Dame
- 1927: Fürst oder Clown
- 1940: Timur i jego komanda
- 1947: Das Leben eines großen Forschers (Miklucho-Maklai)
- 1955: Случай с ефрейтором Кочетковым (Slutschai s jefreitorom Kotschetkowym)